# Давньоримська торгівля

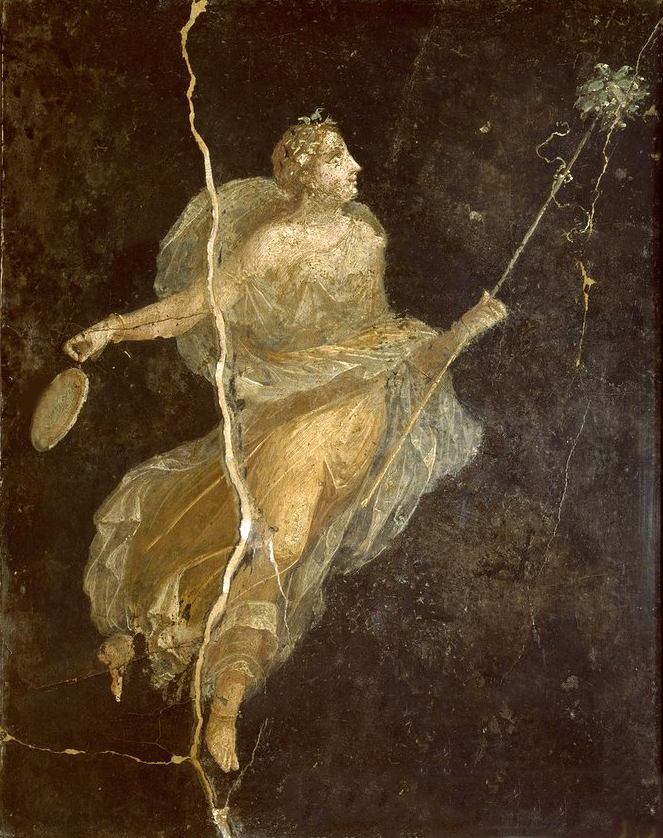
Давньоримська фреска з міста Помпеї, від I ст. н. е., що зображає менаду в шовковій сукні, Національний археологічний музей (Неаполь); шовк походив із династії Хань у Китаї уздовж Шовкового шляху і був цінним товаром у римському світі, а римське скло поступало до Китаю того часу по суші й морю.

Торгівля Римської імперії була вагомим сектором Римської економіки у ранній Республіці і протягом всього імперського періоду. Моди і тенденції в історіографії і в популярній культурі, як правило, нехтують економічною основою імперії на користь лінгви-франка латини та пригод римських легіонів. Мову і легіони підтримувала торгівля, одночасно і спираючись на них. Римляни були бізнесменами, а довговічність їх імперії була пов'язана з їх комерційною торгівлею.
Хоча в теорії члени Римського Сенату та їхні сини мали обмеження на участь у торгівлі, члени класу вершників займалися різними бізнесами, незважаючи на цінності їх вищого класу, що мали акцент на військових заняттях та дозвіллі. Плебеї і вільновідпущені тримали магазини або намети з продавцем на ринках, а величезна кількість рабів робила більшу частину важкої роботи. Самі раби також були предметом комерційних операцій. Ймовірно, через їх високу частку в суспільстві (порівняно з класичною Грецією) і реальністю втікачів, а також через Підневільні війни і дрібні заворушення, вони мали відбиток на римській торгівлі.
Бухгалтерія римської торгівлі велася за допомогою підрахункових дощок і римських абаків. Абак, який використовував римські цифри, ідеально підходив для підрахунку римської валюти та обліку римських мір.

## Торговці, купці і коробейники

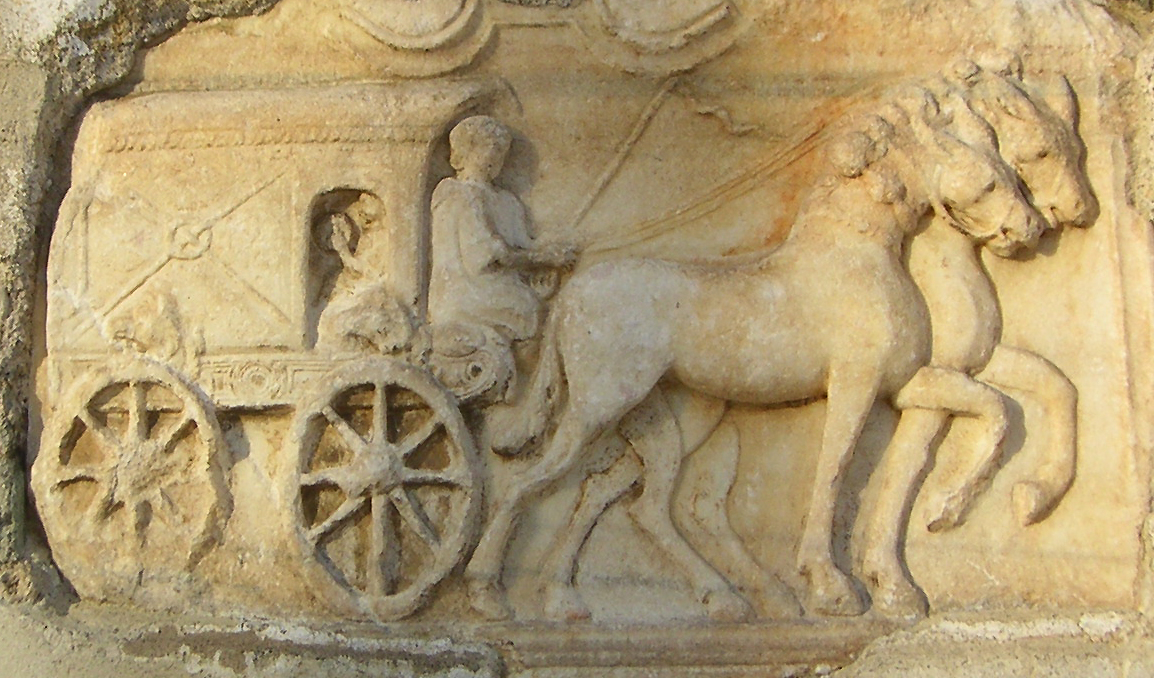
Римські 4-колісні вози

Римляни мали два типи підприємців, торговців (лат. negotiatores) і купців (лат. mercatores). Торговці були частково банкірами, тому що вони позичали гроші за відсотки. Вони також купували і продавали товари оптом. У деяких випадках аргентарії (лат. argentarii, майстри срібних справ) розглядаються як підмножина торговців, а в інших — як окрема група. Аргентарії діяли як агенти на державних або приватних аукціонах, зберігали грошові вклади для фізичних осіб, переводили у готівку чеки (лат. prescriptiones) і міняли валюту. Вони зберігали суворі книги, або tabulae, які розглядалися як юридичний доказ в суді. Аргентарії іноді робили таку ж роботу як менсарії (лат. mensarii), які були банкірами, призначеними державою. Купцями, як правило, були плебеї і вільновідпущені. Вони були присутні на всіх ринках просто неба або в критих магазинах, наметах з продавцями або розносили товари по узбіччю. Вони також були присутні біля римських військових таборів під час походів, де вони продавали продукти та одяг солдатам і платили готівкою за будь-яку здобич, отриману від військових дій.
Збереглися деякі відомості про економіку Римської Палестини в єврейських джерелах близько III століття, з яких відомо, що мандрівні коробейники доставляли прянощі і пахощі сільському населенню. Це дає змогу припустити, що економічні вигоди Імперії досягали принаймні верхніх рівнів селянства.

## Комерційна інфраструктура

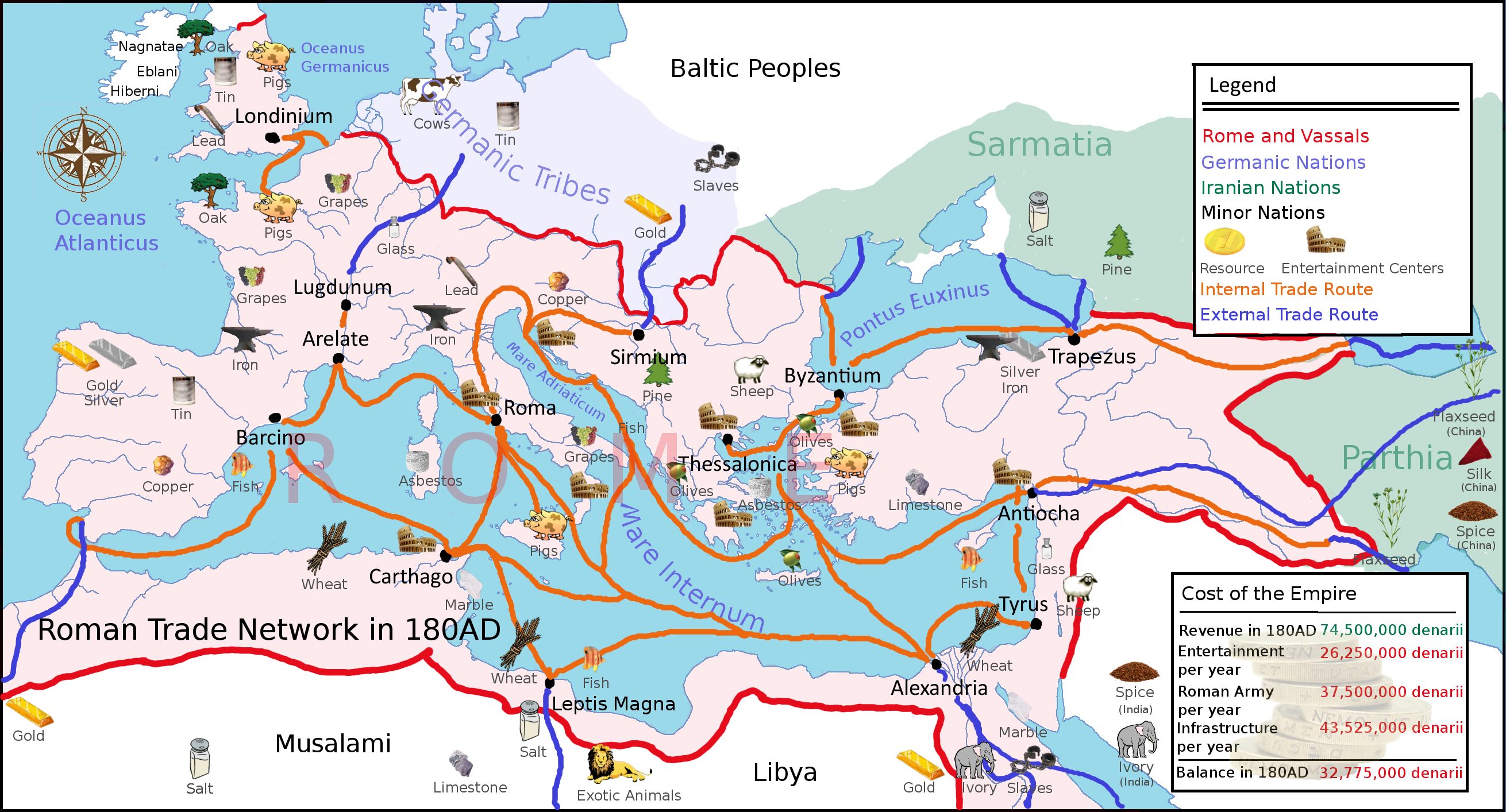
Основні римські торгові шляхи, внутрішні і зовнішні, в 180 р. н. е.

Форум Куппедініс у стародавньому Римі був ринком, на якому торгували звичайними товарами. Існувало принаймні чотири інших великих ринки, які спеціалізувались конкретних товарах, таких як велика рогата худоба, вино, риба та зелень і овочі, але Римський Форум привертав основну частину торгівлі. Всі нові міста, наприклад Тімгад, були створені відповідно до плану ортогональної сітки, який полегшує транспортування і комерцію. Міста були з'єднані хорошими дорогами. Судноплавні річки широко використовувалось, а також були вириті деякі канали, але оскільки ні перші, ні другі не лишають таких чітких археологічних свідоцтв як дороги, їх важливість часто занижують. Підтримання миру було основним фактором у розширенні торгівлі. Усі населені пункти, особливо маленькі, моли бути розташовані на економічно раціональних позиціях. До і після Римської імперії, для маленьких поселень вибирали оборонні позиції на вершині пагорбів, а піратство робили прибережне поселення особливо небезпечним для всіх, крім найбільших міст.

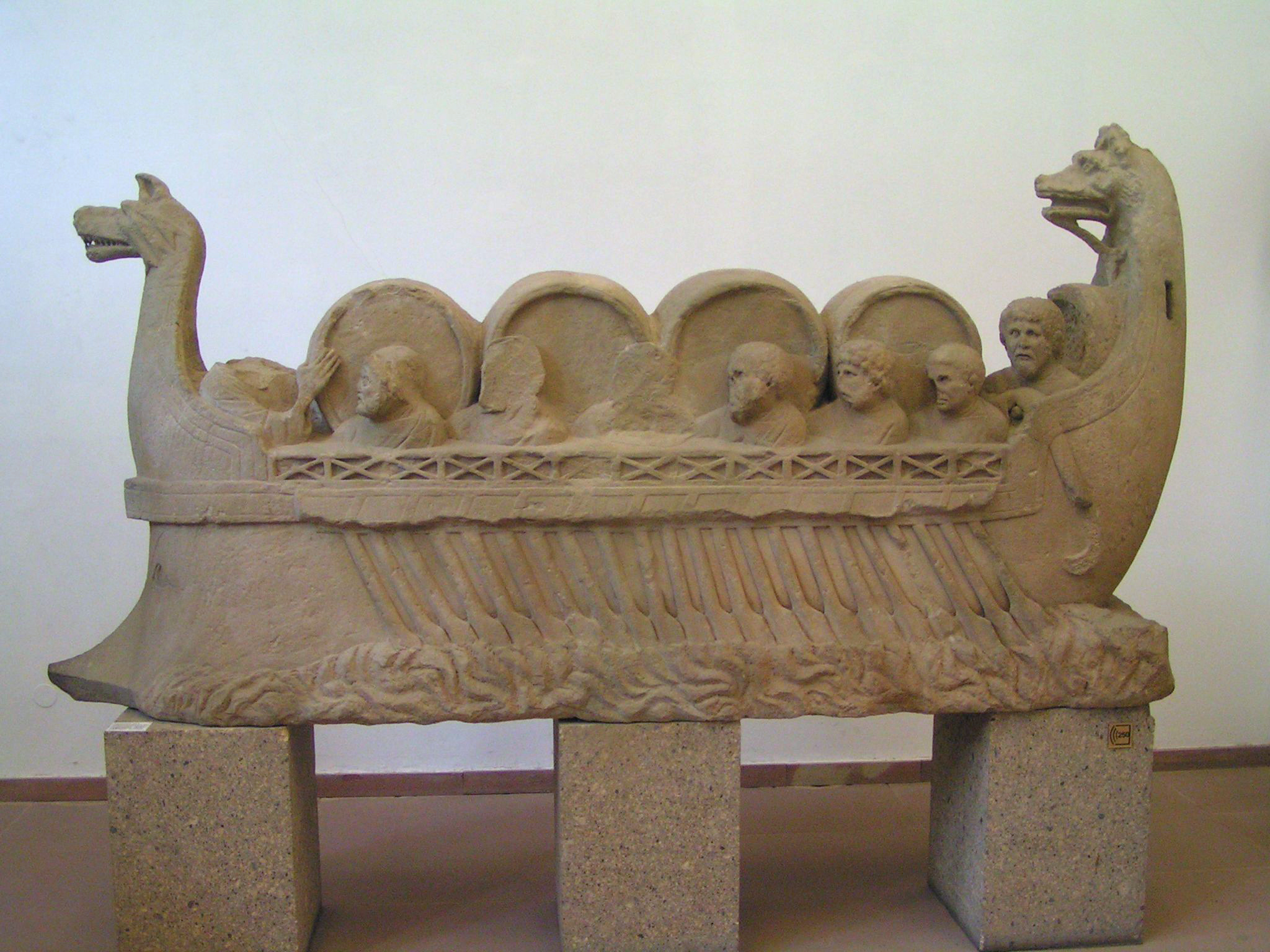
Скульптура річкового судна, що перевозить бочки, ймовірно, з вином

Уже з I ст. н. е. провінції Римської імперії торгували величезними обсягами товарів одна з одною за допомогою морських шляхів. Спостерігалась зростаюча тенденція до спеціалізації, особливо в обробній промисловості, сільському господарстві та гірничодобувній промисловості. Деякі провінції спеціалізувались на виробництві визначених видів товарів, таких як зерно в Єгипті і Північній Африці, чи також вино і оливкова олія в Італії, Іспанії і Греції.
Сучасні знання про давньоримську економіки вкрай фрагментарні. Оскільки переважна частина продаваних товарів була сільськогосподарською, вона практично не лишила прямих археологічних свідчень. Лише у виняткових випадках, як наприклад у Береніс в Африці, є свідчення віддаленої торгівлі перцем, мигдалем, фундуком, кедровими шишками, волоськими горіхами, кокосами, абрикосами і персиками поруч з більш очікуваними інжиром, родзинками і фініками. Торгівля вином, оливковою олією та гарумом (ферментований рибний соус) підтверджена вцілілими амфорами. Існує єдине посилання на сирійський експорт айвового варення або мармеладу до Риму.

### Сухопутні маршрути
Ще до Республіки, Римське Царство регулярно торгувало з використанням річки Тибр. До того, як Пунічні війни повністю змінили характер торгівлі в Середземномор'ї, Римська Республіка мала важливі торговельні відносини з Карфагеном. Крім простої торгівлі, міста-конкуренти мали ряд комерційних і політичних угод. Римська імперія торгувала з Китаєм (через парфян і інших посередників) по Шовковому шляху.

### Морські шляхи
Морська археологія і стародавні рукописи з класичної давнини свідчать про величезні римські комерційні флоти. Найсуттєвішими свідченнями цієї торгівлі є інфраструктурні залишки гаваней, молів (хвилерізів), складів і маяків в портах, таких як Чивітавекк'я, Остія, Портус, Лептіс-Магна і Кесарії. У самому Римі, Монте Тестаччо (пагорб, складений з уламків амфор) є даниною масштабам цієї торгівлі. Як і в більшості римських технологій, римські морські торговельні судна не мали значних успіхів у порівнянні з грецькими кораблями попередніх століть, хоча свинцеве захисне покриття корпусу для захисту здається більш поширеним. Римляни використовували вітрильні кораблі з круглим корпусом. Безперервний «поліцейський» захист Середземномор'я протягом кількох століть був одним з головних факторів успіху давньоримської торгівлі, враховуючи, що римські дороги були призначені більше для ніг або копит, ніж для коліс, і не могли забезпечити економічно виправдане транспортування вантажів на далекі відстані. Римські суда були б легкою здобиччю для піратів, якби не флоти лібурнських галер і трієр римського військово-морського флоту.

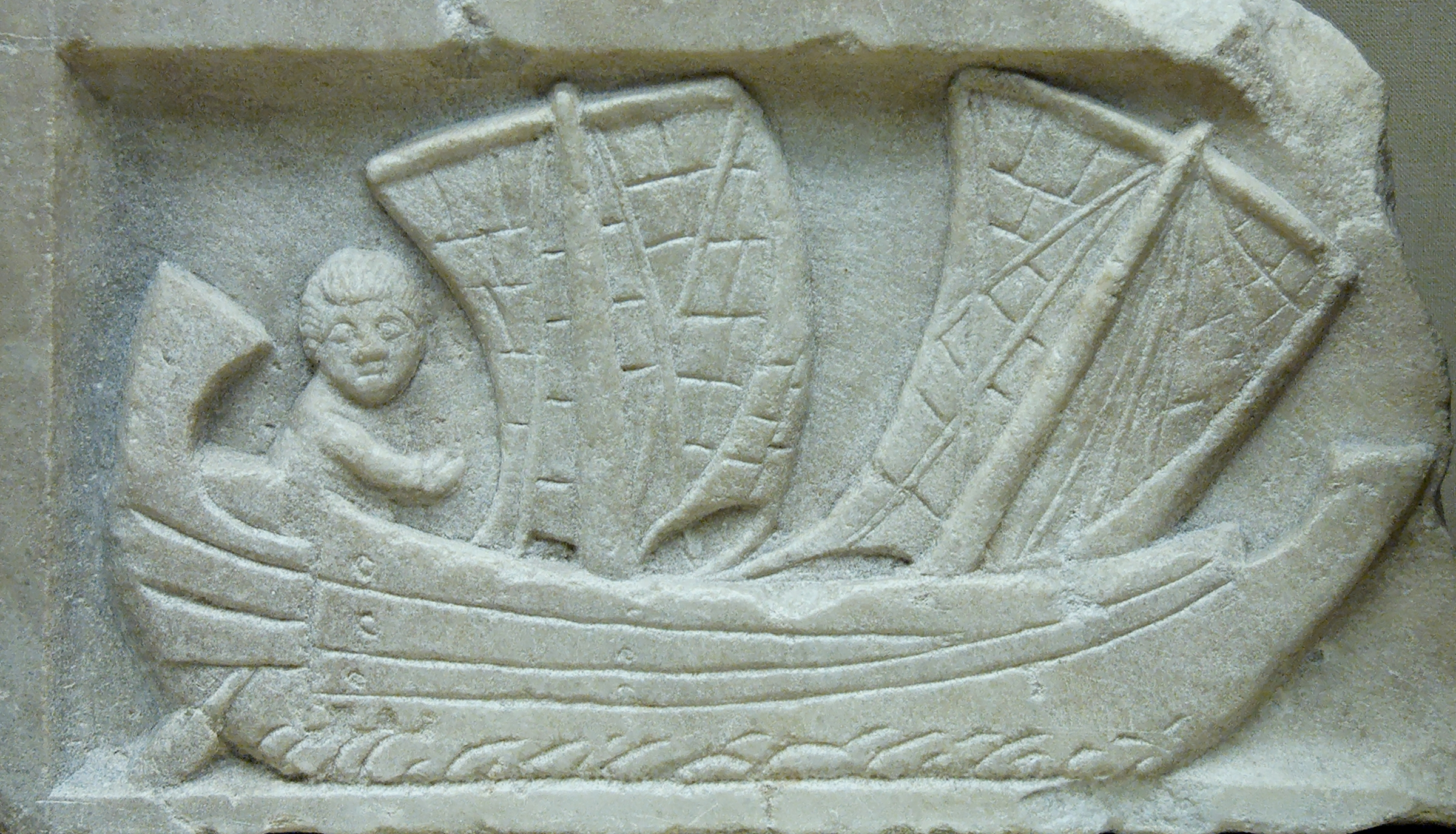
Невелике каботажне судно

Громіздкі дешеві товари, наприклад зерно та будівельні матеріали, торгувалися тільки морськими шляхами, оскільки вартість морем була у 60 разів менше, ніж землею. Товари повсякденного попиту і сировинні товари, такі як крупи для приготування хліба і сувої папірус сувоїв для написання книг імпортувались з Птолемеївського Єгипту до Італії на постійній основі.
Торгівля через Індійський океан розквітла в I—II ст. н. е. Моряки використовували мусони для перетину океану з портів Береніса, Лейкос Лімен і Міос Гормос на узбережжі Червоного моря Римського Єгипту до портів Музіріса і Нелкінди на Малабарському узбережжі. Основними торговими партнерами в Південній Індії були тамільські династії Пандеїв, Чола і Черас. В Індії знайдено багато римських артефактів, наприклад на археологічному об'єкті Арікамеду в Пудучеррі. Детальні описи портів і пунктів торгівлі навколо Індійського океану можна знайти в грецькій праці «Періпл Еритрейського моря» (див. статтю Індо-римська торгівля).

### Стандарти мір і вагів
Стандартна амфора (лат. amphora capitolina, амфора капітолійська) зберігалася в храмі Юпітера на Капітолійському пагорбі в Римі, щоб інші можна було з нею порівняти. Римська система вимірювання побудована на основі грецької системи з єгипетськими впливами, і значна її частина була заснована на вазі. Римські одиниці вимірювання були достатньо точні і добре документовані як на той час. Відстані вимірювались і систематично позначались на верстових каменях агентами уряду.
Досить стандартна, стабільна і доступна у великій кількості валюта, принаймні близько 200 року, багато зробила для полегшення торгівлі. (Єгипет мав свою власну валюту в цей період, а деякі провінційні міста також випускали власні монети.)

## Контакти з Індією та Китаєм
Александр Македонський завоював землі аж до Індії, а за легендою римський бог Вакх також туди подорожував, тому вони були відомі римлянам, а от Далекий Схід і Африка на південь від Сахари були для них таємничими землями.

### Індія

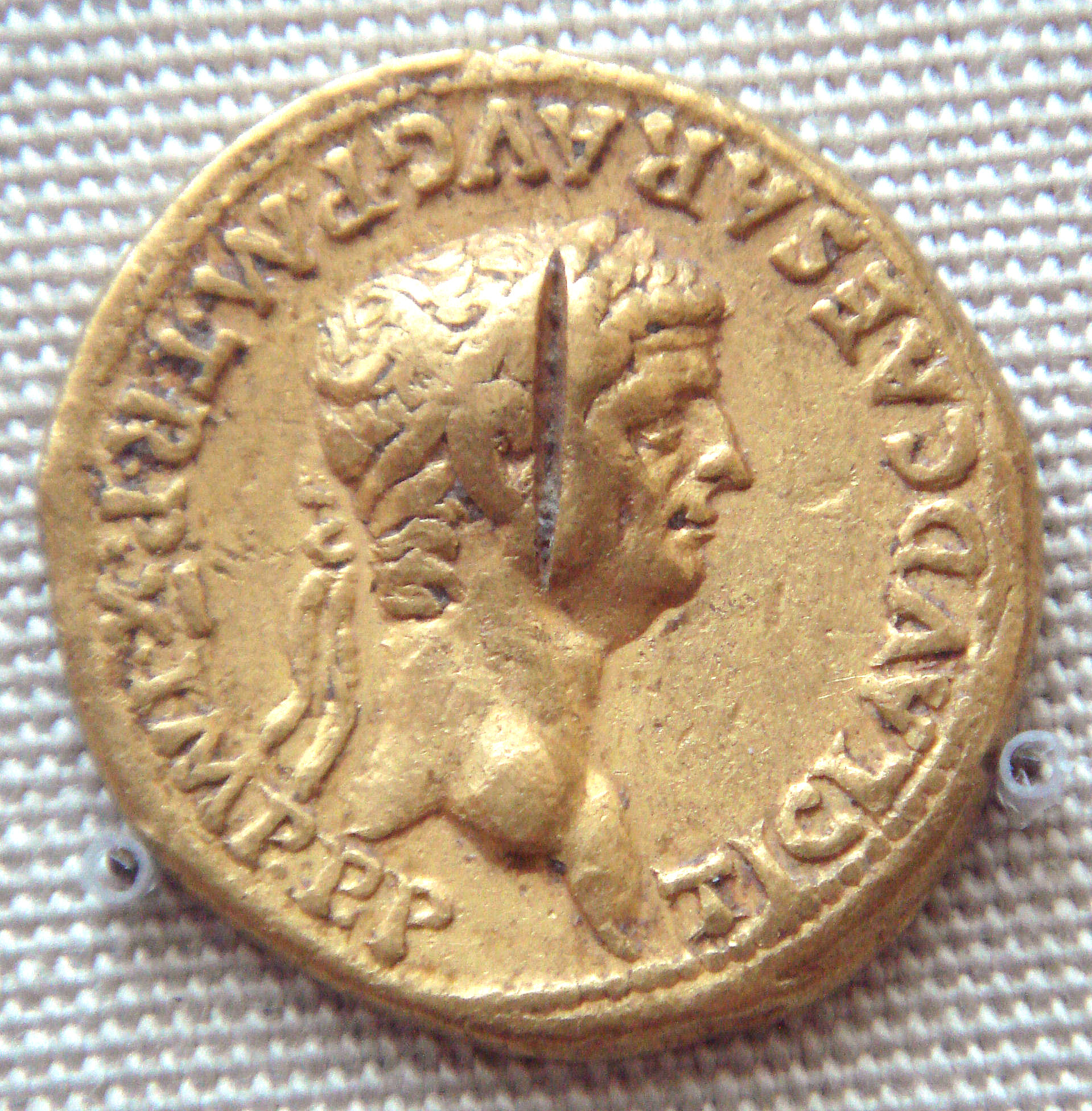
Золота монета Клавдія (50-51 р.н. е.), розкопана в Південній Індії.

Відомо, що у оточенні Августа був індієць, а сам він приймав посольства з Індії; одна делегація зустрічалась з ним в Іспанії в 25 році до н. е., і одна — на Самосі в 20 році до н. е.
Торгівля через Індійський океан розквітла в I—II ст. н. е. Основними торговими партнерами в Південній Індії були тамільські династії Пандеїв, Чола і Черас. Детальні описи портів і пунктів торгівлі навколо Індійського океану можна знайти в грецькому «Периплі Еритрейського моря». У латинських текстах термін індієць (Інді) позначав всіх азіатів, індійців і далі.
Основними статтями імпорту з Індії були спеції (такі як перець, кардамон, гвоздика, кориця, сандалове дерево) і дорогоцінні камені (перли, рубіни, діаманти, смарагди і слонова кістка). В обмін римляни торгували сріблом і золотом. Скарби римських монет часів індо-римської торгівлі були знайдені в Південній Індії, а  римські предмети були виявлені на розкопках колишнього морського порту Арікамеду, який був одним з торгових центрів.
Помпоній Мела виступав за існування Північно-Східного проходу через протоку на північ від Каспійського моря (яке в давнину вважалось відкритим до океану на півночі).

### Китай

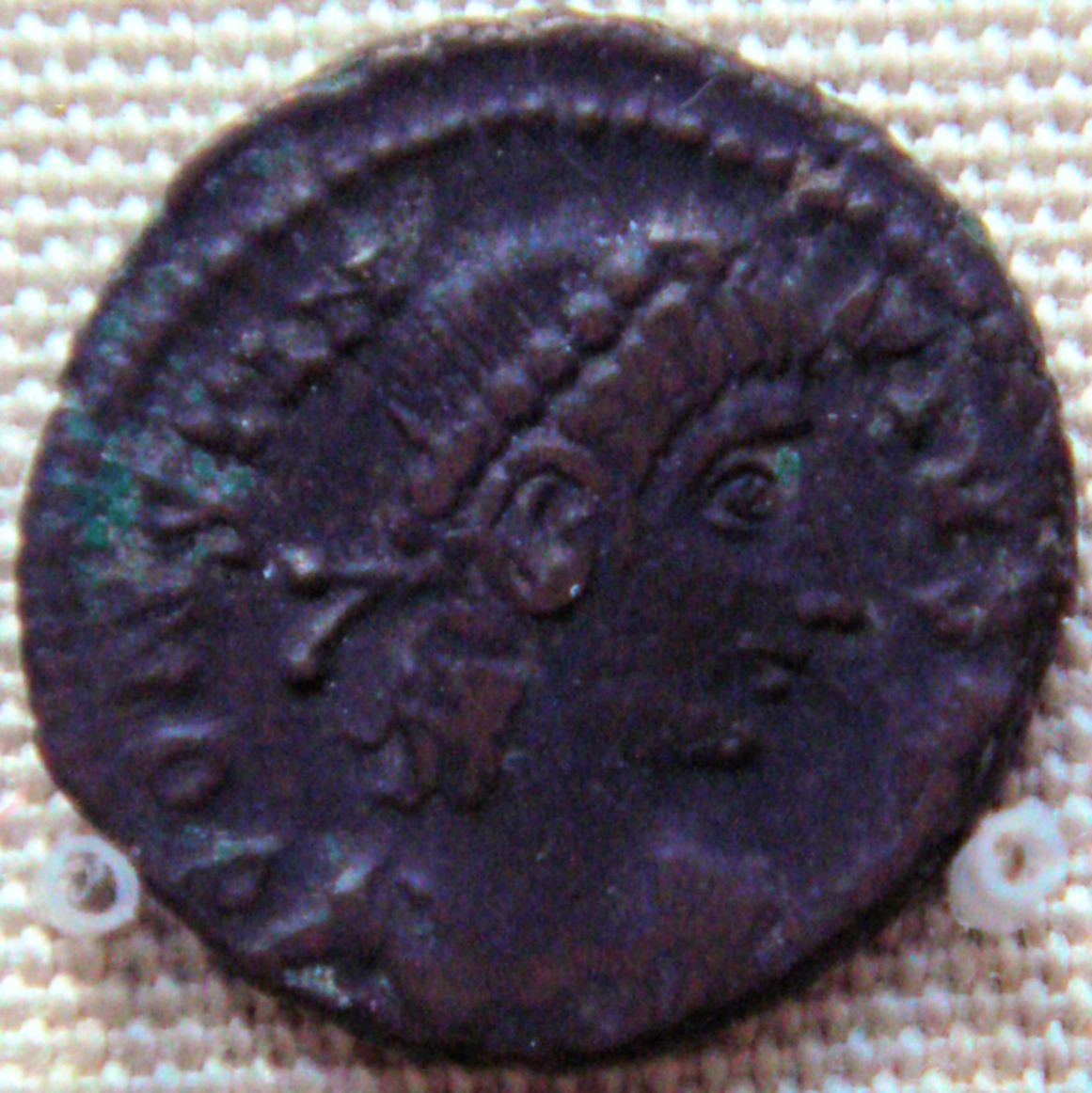
Бронзова монета Констанція II (337—361), знайдена у Каргалику, сучасний Китай

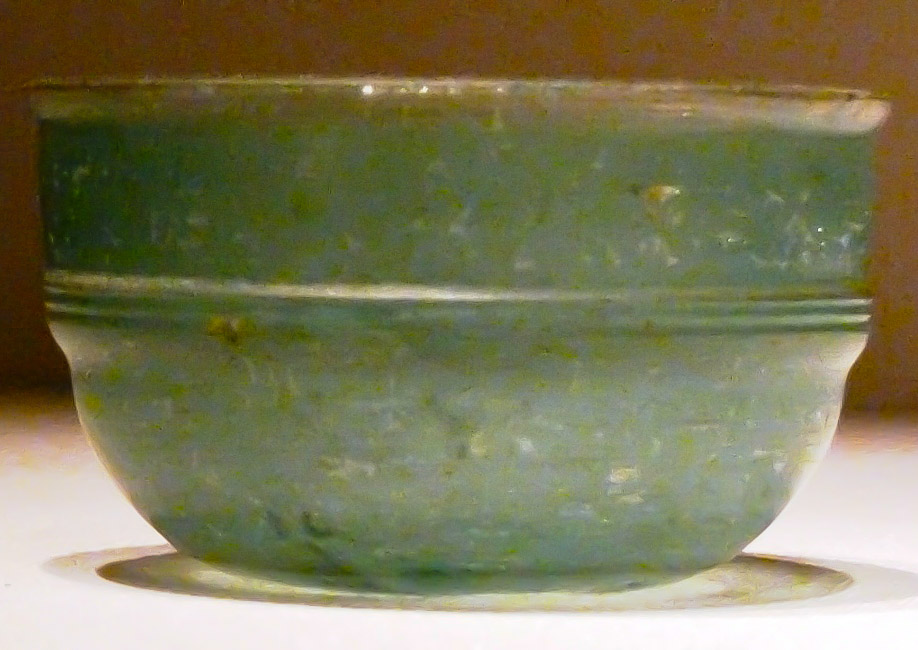
Зелений Римський скляний Кубок виявили у похованні Східної династії Хань (25-220 н. е.), Ґуансі, Китай; перші римські вироби зі скла, виявлені в Китаї, датовані початком 1-го століття до нашої ери, був розкопані у похованні династії Західна Хань в південному портовому місті Гуанчжоу, і швидше за все прибули через Індійський океан і Південнокитайське море.

Є певні археологічні докази того, що римські торговці плавали в Південно-Східну Азію, яка була орієнтовно нанесена на карту Птолемеєм у його «Географії», де він назвав Сіною (Sinae) землю, що межує з Магнус сінус (тобто Сіамською затокою і Південнокитайським морем). Їх портове місто «Каттігара», яке лежало за Золотим Херсонесом (півострів Малакка) і яке нібито відвідав грецький моряк на ім'я Олександр, було цілком можливо, давнім поселення в Ок-Ео, В'єтнам, де були знайдені римські артефакти з періоду Антонінів, такі як медальйони часів правління Антоніна Пія (правив 138—161 р.н. е.) і Марка Аврелія (правив 161—180 р. н. е.). У китайських «Вейлу» і «Хоу Ханьшу» за 166 р. н. е. ймовірно зафіксована подія, безпосередньо пов'язана з цією торговою діяльністю, оскільки ці тексти стверджують, що посольство з «Тацінь» (що вважається назвою Римської імперії в цілому або Сирії), послане її правителем в «Ан Тун» (китайська: 安敦; тобто або Антоніном Пієм або Марком Аврелієм Антоніном) висадилося в південній провінції Цзяочжі (сучасний Північний В'єтнам) і представило подарунки китайському імператору Лю Чжи. Рейф де Креспіньї та Ворвік Болл стверджують, що це були скоріше всього римські купці, а не офіційні дипломати, надіслані Марком Аврелієм (через відсутність цієї події в римських джерелах).
Незважаючи на те, що в китайських джерелах 3-го століття зафіксовано ще два інших римських посольства і ще кілька від пізнішої Візантійської імперії (китайська: 拂菻; Піньїнь: Fú lǐn), було знайдено всього шістнадцять римських монет часів від правління Тіберія (правив у 14—37 рр. н. е.) до Авреліана (правив у 270—275 рр. н. е.) були знайдені в Китаї у місті Сіань, які передують великій кількості Східної Римської (тобто візантійської) монети з IV століття і далі. Це також значно менше кількості римських монет, знайдених в Індії, що дозволяє припустити, що саме там римляни купували більшість свого китайського шовку. Крім того, торгівля спеціями залишалась більш важливою для давньоримської економіки, ніж шовк.
Китайський текст 3-го століття «Вейлу» описує товари Римської імперії і шлях до неї.

## Комерція і релігія
Богом всіх, хто залучений в комерційну діяльність, був Меркурій. На Меркуралії 14 травня давньоримський торговець проводив відповідні ритуали відданості Меркурію і просив бога відвадити від нього і від його речей вину від всіх обманів ним його клієнтів та постачальників.

## Еліта і подвійний менталітет торгівлі
Хоча Лівій посилається на «Lex Claudia» (218 р. до н. е.), що обмежував сенаторів і синів сенаторів у володінні суднами місткістю більш 300 амфор (близько семи тонн), вони все одно безсумнівно брали участь у торгівлі, оскільки Ціцерон згадує цей закон при словесній атаці Верреса, хоча і нічого не робить, щоб звинуватити його.
Сенатори мали дозвіл володіти і користуватися суднами меншими розміру обмеження, і Катон при пораді, де будувати ферми, зокрема, рекомендує будувати поруч доступної річки, дороги або порту для перевезення товарів, що перебуває в прямому протиріччі твердженню Лівія про те, що весь прибуток від торгівлі для сенатора є ганебним.
Це не означає, що збагачення не було бажаним. Пліній зазначає, що римський чоловік повинен чесним шляхом здобувати великі статки, Полібій порівнює ставлення у Карфагені і Римі до прибутку від торгівлі. Так почалась плутанина щодо ролі давньоримської еліти в торгівлі. Терренс писав, що не вбачалось нічого поганого у великомасштабній торгівлі, було цілком почесним і законним імпортувати великі кількості товарів з усього світу, особливо якщо в результаті успішний торговець купував землі і інвестував в римське сільське господарство; ганебною вважалася дрібна торгівля. Дрібна торгівля названа вульгарною і Тацитом, коли він описує участь Семпронія Гракха в дрібній торгівлі.
Катон сам займався торгівлею, хоча і застерігав проти цього, бо це було ризикованим заняттям. Можливо, саме ризик був частиною міркувань тримати сенаторів недотичними торговельного бізнесу — якщо б вони мали сильну невдачу в торгівлі, вони могли впасти нижче фінансового порога, потрібного для сенатора, в володіння землею порівняно було набагато безпечніше. Плутарх описує участь Катона в торгівлі дуже докладно, зображуючи, як він використовував проксі (громадянина на ім'я Квінтіо), щоб вести свій бізнес через групу з п'ятдесяти інших людей.
Саме обмеження на торгівлю для сенаторів було подано через трибуна плебеїв, класу людей, на яких обмеження не поширювалось; ймовірно ця реформа могла просуватись командою вершників та інших заможних купців у намаганні витіснити сенаторів з торгового бізнесу, який швидко зростав.

## Комерційні класи
Більшість населення Римської імперії жили у злиднях, і тому частина населення, зайнятого в комерції, була невисокою у порівнянні з елітою. Промислове виробництво було мінімальним тому, що бідна більшість не могла платити за продукцію; цей факт значно завадив технічному прогресу. Урбанізація в західній частині імперії також була мінімальною через бідність регіону. Основними засобами промислового виробництва були раби, а не технології.